# Acqua e sapone (album)
Acqua e sapone è la terza raccolta degli Stadio (dopo Canzoni alla Stadio del 1988 e Canzoni alla Stadio 2 del 1991), pubblicata e distribuita dalla BMG Ariola in versione cd (catalogo 74321-21985-2) e mc (catalogo 74321 21985-4 (2)) nel 1994.

## Il disco
Si tratta di un'antologia di brani del periodo RCA, senza alcun inedito, fatta eccezione per la versione remix del brano "Puoi Fidarti Di Me", in precedenza non presente nell'album omonimo.
Il titolo della raccolta è stato ripreso dal brano presente nel singolo utilizzato per la colonna sonora del film Acqua e sapone (1983) di Carlo Verdone.
Nel 2020, la Sony Music ha pubblicato il titolo per la prima volta in versione 33 giri (Cat. 19439825441) in una edizione doppio vinile di colore "turquoise", con un brano in meno (l'unico inedito, il citato "Puoi Fidarti Di Me" nella sua versione remix).

## Tracce
Gli autori del testo precedono i compositori della musica da cui sono separati con un trattino (Domenico Sputo è uno pseudonimo usato da Lucio Dalla).
L'anno è quello di pubblicazione dell'album che contiene il brano.
1. Grande figlio di puttana – 4:50 (testo: Lucio Dalla, Gianfranco Baldazzi – musica: Giovanni Pezzoli, Gaetano Curreri) – 1982
2. Chi te l'ha detto[1][4] – 4:46 (testo: Lucio Dalla, Gianfranco Baldazzi – musica: Gaetano Curreri) – 1982
3. La faccia delle donne (feat. Vasco Rossi) – 3:41 (testo: Vasco Rossi, Ambrogio Lo Giudice – musica: Gaetano Curreri) – 1984
4. Dentro le scarpe – 3:53 (testo: Luca Carboni – musica: Gaetano Curreri) – 1984
5. C'è – 5:16 (testo: Luca Carboni – musica: Fabio Liberatori) – 1984
6. Allo stadio – 3:38 (testo: Luca Carboni – musica: Gaetano Curreri) – 1984
7. Ti senti sola – 4:10 (testo: Luca Carboni, Ron – musica: Fabio Liberatori, Gaetano Curreri) – 1984
8. Vorrei – 4:51 (testo: Luca Carboni, Lucio Dalla – musica: Fabio Liberatori) – 1984
9. Acqua e sapone – 4:31 (testo: Vasco Rossi – musica: Gaetano Curreri) – 1984
10. Chiedi chi erano i Beatles – 5:05 (testo: Norisso – musica: Gaetano Curreri) – 1984
11. La mattina – 4:25 (testo: Luca Carboni, Lucio Dalla, Ricky Portera – musica: Gaetano Curreri) – 1984
12. Porno in tv – 3:32 (testo: Lucio Dalla – musica: Gaetano Curreri) – 1984
13. Ti ho inventata io – 5:13 (testo: Roberto Casini – musica: Gaetano Curreri) – 1986
14. È stato bellissimo – 3:43 (testo: Roberto Casini, Roberto Francia – musica: Gaetano Curreri) – 1986
15. Canzoni alla radio – 4:25 (testo: Luca Carboni – musica: Ricky Portera, Gaetano Curreri) – 1986
16. Il resto conta poco (o niente) – 4:02 (testo: Bruno Mariani – musica: Roberto Costa) – 1986
17. Puoi fidarti di me (remix) – 4:50 (testo: Luca Carboni – musica: Gaetano Curreri) – ?(*)
18. Lunedì cinema (strumentale) – 2:36 (musica: Domenico Sputo) – 1986

(*) Versione remix del brano originariamente presente in Puoi fidarti di me (1989). Pezzo assente nell'edizione in vinile del 2020.

## Formazione
Gruppo
- Gaetano Curreri – voce, tastiera
- Fabio Liberatori – tastiera (eccetto tracce 13-18)
- Ricky Portera – chitarra (eccetto traccia 17), chitarra solista (traccia 2)
- Marco Nanni – basso
- Giovanni Pezzoli – batteria

Altri musicisti
- Davide Romani – basso aggiuntivo (traccia 9)
- Guido Elmi – congas e chitarra ritmica (traccia 12)
- Roberto Costa – tastiera (tracce 13-16, 18)
- Lucio Dalla – cori (tracce 6, 7 e 12), vocalizzi (traccia 18)